# Fredericton
Fredericton je glavni grad kanadske provincije Novi Brunswick od 56 224 stanovnika.

## Vanjske poveznice
- Fredericton na portalu Encyclopædia Britannica (engl.)